# Academia de Ciências da Bulgária
A Academia de Ciências da Bulgária (em búlgaro:  Българска академия на науките, Balgarska akademiya na naukite; abreviado BAS, БАН) é a organização científica nacional da Bulgária, fundada em 1869. A academia é autônoma e tem uma sociedade de acadêmicos, membros correspondentes e membros estrangeiros. Publica e difunde diversos trabalhos científicos, enciclopédias, dicionários e revistas, e conta com sua própria editora.
Stefan Vodenicharov é presidente da Academia de Ciências da Bulgária desde 2012.